# Símbol sexual

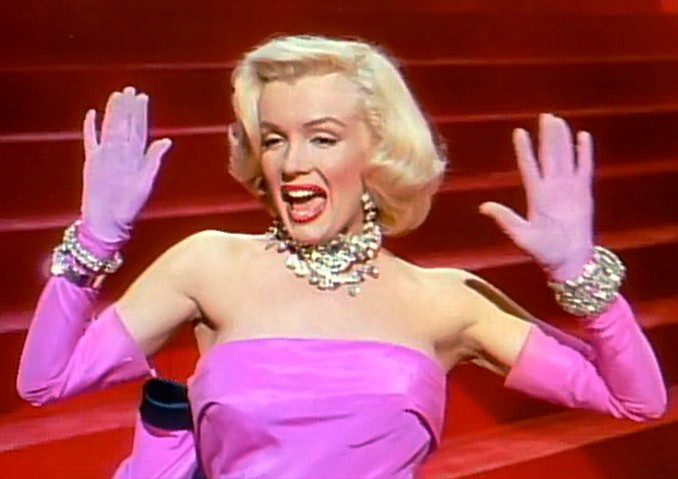
Marilyn Monroe, a la pel·lícula Els homes les prefereixen rosses

Un símbol sexual o un sex symbol és una persona famosa de qualsevol sexe o orientació sexual que destaca pel seu atractiu eròtic segons l'opinió d'una gran quantitat de persones. Molt sovint les professions dels símbols sexuals són actors, músics, models, ídols de l'adolescència o estrelles de l'esport.
En el cinema els sex symbols estan relacionats amb l'star system ja des de l'època del cinema mut amb el fenomen de les vampiresses com Theda Bara i Pola Negri. Els diaris sensacionalistes els paparazzis i les tertúlies televisives tenen un gran paper en la creació d'aquests models sexuals. El sex symbol és sobretot un fenomen sociològic lligat al desenvolupament de les comunicacions que permet que determinades persones arribin a la fama i la seva imatge sigui coneguda pel gran públic.

## Exemples notables

### Anys 1920 i anteriors
- Josephine Baker[1]
- Theda Bara[2]
- Louise Brooks[3]
- Clara Bow[4]
- Ramon Novarro[5]
- Lillian Russell[6]
- Rudolph Valentino[7]

### Anys 1930
- Clark Gable[8]
- Gary Cooper[8]
- Errol Flynn[9]
- Jean Harlow[10]
- Anna May Wong[11]
- Vivien Leigh[8]
- Bette Davis[8]
- Mae West[8]

### Anys 1940
- Cary Grant[8]
- Rita Hayworth[12]
- Lena Horne[13]
- Veronica Lake[14]
- Jane Russell[15]
- Gene Tierney[16]

### Anys 1950
- Marlon Brando[17]
- Humphrey Bogart[8]
- Montgomery Clift[18]
- James Dean[19]
- Betty Grable[20]
- Ava Gardner[21]
- Grace Kelly[22]
- Gina Lollobrigida[23]
- Sophia Loren[24]
- Jayne Mansfield[19]
- Marilyn Monroe
- Gregory Peck[25]
- Elvis Presley[24]
- Lana Turner[10]
- Elizabeth Taylor[26]
- Mamie Van Doren[27]
- Harry Belafonte

### Anys 1960
- Alain Delon[8]
- Brigitte Bardot
- Sean Connery[28]
- Catherine Deneuve[29]
- Jane Fonda[30]
- John F. Kennedy[24]
- Robert Goulet[31]
- Mick Jagger[19]
- Tom Jones[32]
- Eartha Kitt[33]
- Nélida Lobato
- Ann-Margret[34]
- Jim Morrison[24]
- Paul Newman[28]
- Robert Redford[8]
- Isabel Sarli[35]
- Raquel Welch[36]

### Anys 1970
- Graciela Alfano[37]
- Raquel Argandoña
- Catherine Bach[38]
- Jacqueline Bisset[39]
- Lynda Carter
- Moria Casán[40]
- Farrah Fawcett[41]
- Susana Giménez
- Pam Grier[42]
- Grace Jones[43]
- Burt Reynolds[8]
- Richard Roundtree[44]
- Maria Schneider[45]
- John Travolta[24]

### Anys 1980
- Tom Cruise[46]
- Bo Derek[47]
- Gérard Depardieu[24]
- Cher[48]
- Heather Locklear[49]
- Madonna[50]
- Michael Jackson[51][52]
- Richard Gere[24]
- Harrison Ford[8]
- Mel Gibson[53]
- Michael Hutchence[24]
- Jon Bon Jovi
- Christopher Reeve[8]
- Alan Rickman[54]
- Mickey Rourke[55]
- Brooke Shields[24]
- Sharon Stone[56]
- Patrick Swayze[8]
- Heather Thomas[57]
- Shannon Tweed
- Morrissey[58]

### Anys 1990
- Gillian Anderson[59]
- Brad Pitt[60]
- Pamela Anderson[61]
- Halle Berry[62]
- George Clooney[28]
- Cindy Crawford[63]
- Johnny Depp[28]
- Cameron Diaz[24]
- Leonardo DiCaprio[64]
- Colin Firth[24]
- Elizabeth Hurley[65]
- Janet Jackson[66]
- Valeria Mazza
- Jenny McCarthy[67]
- Demi Moore
- Antonio Sabato Jr.[68]
- Tupac Shakur[69]
- Uma Thurman[24]

### Anys 2000
- Elisha Cuthbert[70]
- Leonor Varela
- Britney Spears[71][72][73]
- Kylie Minogue[74]
- Justin Timberlake[24]
- Adam Levine[75]
- Jennifer Lopez[76]
- Beyoncé Knowles[77]
- Aaliyah[78]
- Christian Bale[79]
- Pampita
- Monica Bellucci[80]
- David Beckham[24]
- Cheryl Cole[81]
- Angelina Jolie[82]
- Catherine Zeta-Jones[83]
- Hugh Laurie[84]
- Eva Longoria[85]
- Robert Pattinson[86]
- Aishwarya Rai[24]
- Sofía Vergara[87]
- Teri Hatcher[88][89]
- Eva Mendes[90][91]
- Luciana Salazar
- Christina Aguilera[92][93][94]

### Anys 2010
- Megan Fox[95]
- Taylor Lautner[96]
- Tom Hardy[97]
- Dita Von Teese[98]
- January Jones[99]
- Katy Perry[100]
- Rihanna[101]
- Scarlett Johansson[102]
- Tim Tebow[103]
- Jessica Alba[104]
- Ryan Reynolds[105]
- Mila Kunis[106]
- Amber Heard[107]
- Christina Hendricks[108]
- Daniella Chávez
- Joe Manganiello[109]
- Ryan Gosling[110]
- Jennifer Lawrence[111]
- María Sol Pérez